# Iveta Dudová
Iveta Dudová (později Chmelová) (* 26. prosince 1977, Částkov (okres Uherské Hradiště)) je bývalá česká fotbalistka hrající na pozici útočníka.
S fotbalem začínala v 15 letech v klubu Compex Otrokovice, ve kterém odehrála celou kariéru. V letech 1998–2003 byla nejlepší střelkyní v české lize. Byla vyhlášena nejlepší českou fotbalistkou za rok 1999. V ligové sezóně 2000/01 nastřílela rekordních 45 branek. Za tým Compex Otrokovice nastoupila do 206 utkání, ve kterých vstřelila 241 branek. V roce 1994 debutovala v přátelském zápase proti Rakousku v české ženské reprezentaci. Poslední zápas v reprezentaci odehrála v roce 2002 v neúspěšné kvalifikaci na MS 2003 proti Ukrajině.